# Giacomo Filippo Gentile

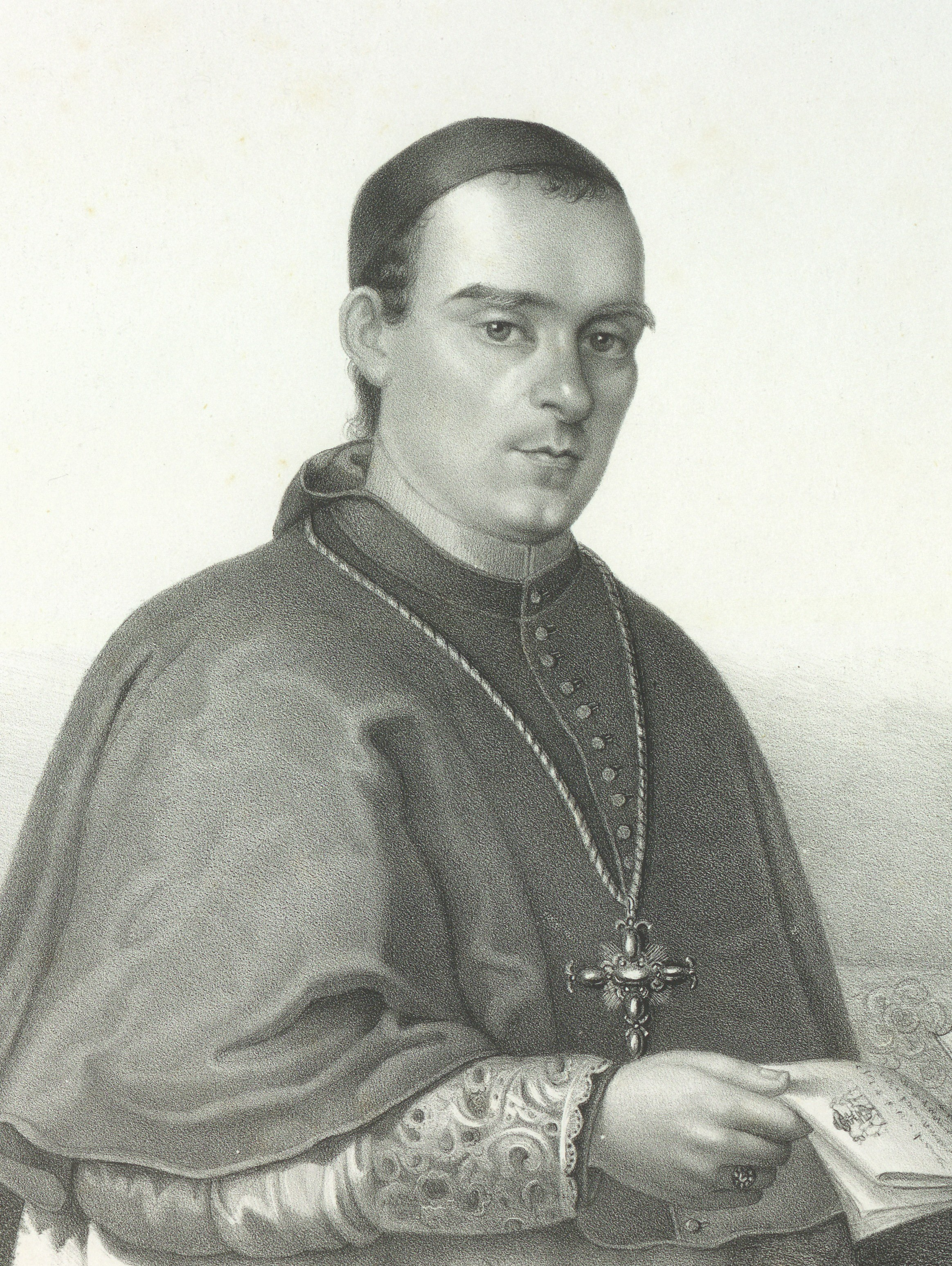
Giacomo Filippo de’ marchesi Gentile, 1843

Giacomo Filippo Gentile (* 8. September 1809 in Genua; † 23. Oktober 1875 in Cornigliano Ligure) war ein italienischer Geistlicher und Bischof von Novara.

## Leben
Er empfing am 22. September 1832 die Priesterweihe und schloss 1838 ein Studium der Rechtswissenschaft ab.
Am 27. Juni 1842 wurde er zum Bischof von Novara ernannt und am 27. Januar 1843 erfolgte die Präkonisation. Die Bischofsweihe spendete ihm am 7. Mai 1843 der Erzbischof von Genua, Placido Maria Kardinal Tadini OCD. In Giacomo Filippo Gentiles Amtszeit wurde der neue Dom von Novara erbaut. Er war Konzilsvater am Ersten Vatikanischen Konzil.
Giacomo Filippo Gentile starb nach 32 Jahren im Bischofsamt und wurde in Gozzano beigesetzt.